# Gremlin Interactive
Gremlin Interactive (prije Gremlin Graphics) bio je britanski softver proizvođač, poznat po svojim videoigrama.

## Povijest
Tvrtku je osnovao Ian Stewart, 1984. godine kao Gremlin Graphics Software Ltd. 1994. je preimenovana u Gremlin Interactive. Raniji uspjesi tvrtke temeljili su se na videoigrama poput Wanted: Monty Mole za ZX Spectrum i Thing on a Spring za Commodore 64. Kao mnoge računalne tvrtke 80-ih, primarno tržište bilo im je od 8-bitnih konzola poput ZX Spectrum, Amstrad CPC, MSX i Commodore 64.
Gremlin je veliki uspjeh doživio 1990-ih sa  Premier Manager serijalom i s Actua Soccerom, prvom nogometnom 3D videoigrom. Daljnji su se uspjesi nizali s igrama Lotus, Zool, Motorhead i Hardwar. Nakon Electronic Artsovog uspjeha s podružnicom EA Sports, Gremlin je izdao nekoliko sportskih igara, poput Golfa, Tenisa and Hokeja na ledu i upotpunio Actua Sports serijal. Godine 1995., Gremlin je izdao auto-trkaću videoigr zvanu Fatal Racing.
1996., Gremlin Interactive je otkupio DMA Design, tvrtke koja je proizvela veliki Grand Theft Auto serijal.
1999. godine, Gremlina je otkupio Infogrames i preimenovao tvrtku u "Infogrames Sheffield House", uz odštetu od 21 milijun funti. Ipak, tvrtka je zatvorena 2003. godine, a njena zgrada u Sheffieldu je potom srušena.

## Vanjske poveznice
- Gremlin Interactive  Arhivirana inačica izvorne stranice od 18. ožujka 2017. (Wayback Machine) na MobyGames
- Gremlin Interactive na World of Spectrum